# Boom, Boom, Boom, Boom!!
Boom, Boom, Boom, Boom!! – piosenka holenderskiego zespołu Vengaboys z albumu The Party Album. Piosenkę wydano na singlu (trzeci w dyskografii grupy) 3 października 1998. 13 grudnia 1998 piosenka dotarła do 1. miejsca UK Singles Chart.

## Lista utworów
1. „Boom Boom Boom Boom (Airplay)” (3:24)
2. „Boom Boom Boom Boom (Brooklyn Bounce Boombastic RMX)” (6:57)
3. „Boom Boom Boom Boom (Mark van Dale with Enrico RMX)” (6:34)
4. „Boom Boom Boom Boom (XXL Version)” (5:23)
5. „Boom Boom Boom Boom (Equator RMX)” (6:20)
6. „Boom Boom Boom Boom (Pronti & Kalmani RMX)” (6:50)
7. „Boom Boom Boom Boom (Beat Me Up Scotty RMX)” (7:38)

## Listy przebojów
| Kraj | Lista                   | Pozycja |
| ---- | ----------------------- | ------- |
| NZL  | Recorded Music NZ       | 1       |
| SWE  | Sverigetopplistan       | 1       |
| GBR  | Official Charts Company | 1       |